# ヘンク・スプルイト
ヘンドリク・ヴィレム・クリスティアーン・スプルイト（オランダ語: Hendrik Willem Christiaan Spruit、1906年2月19日 - 1998年1月6日）は、オランダの指揮者、ヴァイオリニスト。しばしばヘンク・スプルイト（Henk Spruit）と表記される。

## 経歴
1906年、ユトレヒトで生まれ、ハルデルウェイクで育った。中等教育を卒業後、ユトレヒト音楽院でヘラルド・ヴェーアマンとヘンドリク・リーンベルゲンの下でヴァイオリンを学んだ。
1922年にハルデルウェイクの音楽監督となった。1933年にはハルデルウェイク音楽学校の校長に就いたが、2年後に学校が閉校。その後、1933年にはユトレヒト市立管弦楽団（後にユトレヒト交響楽団）のコンサートマスターとなった。翌年には母校であるユトレヒト音楽院でヴァイオリンとヴィオラを教え、音楽院のオーケストラの指揮にも当たった。
第二次世界大戦後、1945年にスティヒト室内管弦楽団を結成。また、ユトレヒト交響楽団の首席指揮者となった。1948年にオランダ・ラジオ連合の指揮者となり、1960年には放送局内にユース・オーケストラを組織するなどオランダ国内の音楽拡充に貢献した。1971年に音楽活動から引退した。
1998年、ユトレヒト近郊のデ・ビルト(De Bilt)で死去した。